# 灰帽黑客
灰帽黑客（英語：greyhat or gray hat）是一名黑客或電腦保安專家。他们有时可能会违反法律或典型的道德标准，但不具有黑帽黑客典型的恶意意图。
該術語在1990年代末開始使用，源自白帽黑客和黑帽黑客的概念。當白帽黑客發現漏洞時，他只會在允許的情況下利用它，並且在修復它之前不會洩露它的存在。反之，黑帽黑客會不法地洩露它，且或會告訴別人如何那樣做。灰帽黑客既不会非法利用它，也不会告诉别人如何那样做。